# Cyriopagopus paganus
Cyriopagopus paganus là một loài nhện trong họ Theraphosidae.
Loài này thuộc chi Cyriopagopus. Cyriopagopus paganus được Eugène Simon miêu tả năm 1887.